# منكسفة مفلطحة اللسان
منكسفة مفلطحة اللسان (الاسم العلمي:Eclipta platyglossa) هي نوع من النباتات تتبع جنس المنكسفة من الفصيلة النجمية.